# Haimbachia hampsoni
Haimbachia hampsoni é uma espécie de mariposa pertencente à família Crambidae. Foi descrita pela primeira vez por Kapur em 1950.  Há registos da sua ocorrência na Índia.